# Comuna de Jutrosin
Jutrosin (polaco: Gmina Jutrosin) é uma gminy (comuna) na Polónia, na voivodia de Grande Polónia e no condado de Rawicki. A sede do condado é a cidade de Jutrosin.
De acordo com os censos de 2004, a comuna tem 7041 habitantes, com uma densidade 61,3 hab/km².

## Área
Estende-se por uma área de 114,93 km², incluindo:
- área agricola: 78%
- área florestal: 15%

## Demografia
Dados de 30 de Junho 2004:
|                      | Total   | Total | Mulheres | Mulheres | Homens  | Homens |
| -------------------- | ------- | ----- | -------- | -------- | ------- | ------ |
|                      | pessoas | %     | pessoas  | %        | pessoas | %      |
| População            | 7041    | 100   | 3521     | 50       | 3520    | 50     |
| Densidade (pop./km²) | 61,3    | 100   | 30,6     | 30,6     | 30,6    | 30,6   |

De acordo com dados de 2002, o rendimento médio per capita ascendia a 1414,74 zł.

## Subdivisões
- Bartoszewice, Bielawy, Domaradzice, Dubin, Grąbkowo, Janowo, Jeziora, Nadstaw, Nowy Sielec, Ostoje, Pawłowo, Płaczkowo, Rogożewo, Stary Sielec, Szkaradowo, Szymonki, Śląskowo, Zaborowo.

## Comunas vizinhas
- Cieszków, Kobylin, Miejska Górka, Milicz, Pakosław, Pępowo, Zduny